# Drimia polyphylla
Drimia polyphylla là một loài thực vật có hoa trong họ Măng tây. Loài này được (Hook.f.) Ansari & Sundararagh. mô tả khoa học đầu tiên năm 1980.